# Shōgun (TV-serie, 1980)
Shōgun är en japansk-amerikansk TV-serie från 1980, som bygger på romanen med samma namn av James Clavell. Huvudrollen som engelsmannen John Blackthorne spelas av Richard Chamberlain. Toshiro Mifune spelar Lord Toranaga, Yoko Shimada spelar Lady Toda Buntaro (Mariko), John Rhys-Davies spelar den portugisiske lotsen Vasco Rodríguez och Michael Hordern spelar fader Domingo.
En nyinspelning hade premiär 2024, även den med titeln Shōgun.

## Handling
Det nederländska segelfartyget Erasmus, med den engelske lotsen John Blackthorne, finner sjövägen till Japan år 1598. Efter att det svårt sargade fartyget flutit iland vid byn Anjiro arresteras besättningen, och Blackthorne förs till länsherren Toranaga. Efter att Blackthorne i förhör förklarat att den kristna världen är i konflikt, protestanter mot katoliker, ser Toranaga en möjlighet att dra nytta av Blackthorne och dennes kunskaper, samt inte minst hans fartyg Erasmus som kan rustas för krig. Toranaga befinner sig nämligen i en maktkamp med en annan länsherre, Ishido, om att få kejsarens gunst och utnämnas till shogun, det vill säga högste militäre befälhavare och i praktiken Japans envåldshärskare.
Blackthorne får ett nytt namn av japanerna, Anjin-San (vilket betyder "herr lots") och blir gradvis alltmer integrerad i det japanska samhället. Han lär sig tala enkel japanska och utnämns så småningom till samuraj med titeln hatamoto (samuraj i tjänst för Toranaga) och får befäl över egna soldater.
Anjin-San dras successivt in i de politiska och militära intrigerna i 1600-talets Japan och blir därtill förälskad i Toranagas tolk, tillika sin lärare i japanska, Mariko.

## Rollista i urval
- Richard Chamberlain – John Blackthorne (Anjin-san), lots
- Toshiro Mifune – Yoshi Toranaga, herre över Kwanto
- Yoko Shimada – lady Toda Mariko
- Damien Thomas – fader Martin Alvito
- John Rhys-Davies – den portugisiske lotsen Vasco Rodrigues
- Takeshi Ôbayashi – Urano
- Michael Hordern – fader Domingo
- Yuki Meguro – Omi, herre över Anjiro
- Frankie Sakai – herr Kashigi Yabu, Daimyo över Izu
- Alan Badel – fader Dell'Aqua
- Leon Lissek – fader Sebastio
- Vladek Sheybal – kapten Ferreira
- Hideo Takamatsu – lord Buntaro
- Nobuo Kaneko – Ishido, härskare över Osaka Castle
- Hiromi Senno – Fujiko
- George Innes – Johann Vinck
- Orson Welles – berättare

## Visning i Sverige
Serien visades i TV2 1984 och repriserades 1991.